# Röjtökmuzsaj
Röjtökmuzsaj ist eine ungarische Gemeinde im Kreis Sopron im Komitat Győr-Moson-Sopron. Die heutige Gemeinde entstand 1928 durch den Zusammenschluss der Orte Muzsaj und Röjtök.

## Geografische Lage
Röjtökmuzsaj liegt 62 Kilometer südwestlich des Komitatssitzes Győr, 22,5 Kilometer südöstlich der Kreisstadt Sopron und 5 Kilometer südwestlich der Stadt Fertőszentmiklós am Fluss Ikva, der die Gemeinde in die Ortsteile Muzsaj und Röjtök trennt. Nachbargemeinden sind Ebergőc, Hegykő und Nagylózs.

## Geschichte
Die ältesten schriftlichen Zeugnisse über den Ort Muzsaj gehen auf das Jahr 1232 zurück und finden sich in den Briefen des Kapitels von Győr. Röjtök wurde erstmals 1265 auch in Briefen des Kapitels von Győr erwähnt. In der zweiten Hälfte des 16. Jahrhunderts ließ György Széchenyi in Muzsaj eine Wassermühle zur Versorgung des Ortes und seiner Landwirtschaft bauen. In der zweiten Hälfte des 17. Jahrhunderts wurde im Dorf Muzsaj ein offizielles Siegel verwendet, dessen Motive auf dem heutigen Wappen der Gemeinde Röjtökmuzsaj zu sehen sind. Im 16. Jahrhundert entstand in Röjtök ein Schloss, zunächst als ein ebenerdiges Herrenhaus. Nach einem ersten Umbau im Jahr 1750 wurde es zu einem mehrstöckigen Gebäude umgebaut. Im Jahr 1913 gab es in der damaligen Kleingemeinde Muzsaj 44 Häuser und 185 Einwohner auf einer Fläche von 451 Katastraljochen und in der Kleingemeinde Röjtök 111 Häuser und 608 Einwohner auf einer Fläche von 955 Katastraljochen. Beide Orte gehörten zu dieser Zeit zum Bezirk Kapuvár im Komitat Sopron. 1926 gelangte das Schloss in den Besitz von Elek Verseghi Nagy. 1928 kam es zum  Zusammenschluss der Orte Muzsaj und Röjtök und es entstand Röjtökmuzsaj. Nach dem Zweiten Weltkrieg wurde das Schloss fast 40 Jahre lang als Kinderheim genutzt und seit 1999 als Hotel.

## Gemeindepartnerschaft
- Wimpassing an der Leitha, Österreich, seit 1998

## Sehenswürdigkeiten
- Denkmal der Gemeindepartnerschaft mit Wimpassing, errichtet 1998
- Nepomuki-Szent-János-Statue, erschaffen um 1850
- Naturlehrpfad (Sárkány tanösvény)
- Römisch-katholische Kirche Kisboldogasszony, erbaut 1760 nach Plänen von Nándor Handler, 1879 und 2005 renoviert (Wallfahrtskirche)
- Römisch-katholische Kapelle Lourdes-i Szűzanya, erbaut 1923, im Ortsteil Muzsaj
- Schloss Verseghi
- Szent-Anna-Statue aus dem Jahr 1800
- Szentháromság-Säule aus dem Jahr 1794
- Wassermühle, aus der zweiten Hälfte des 17. Jahrhunderts, im Ortsteil Muzsaj

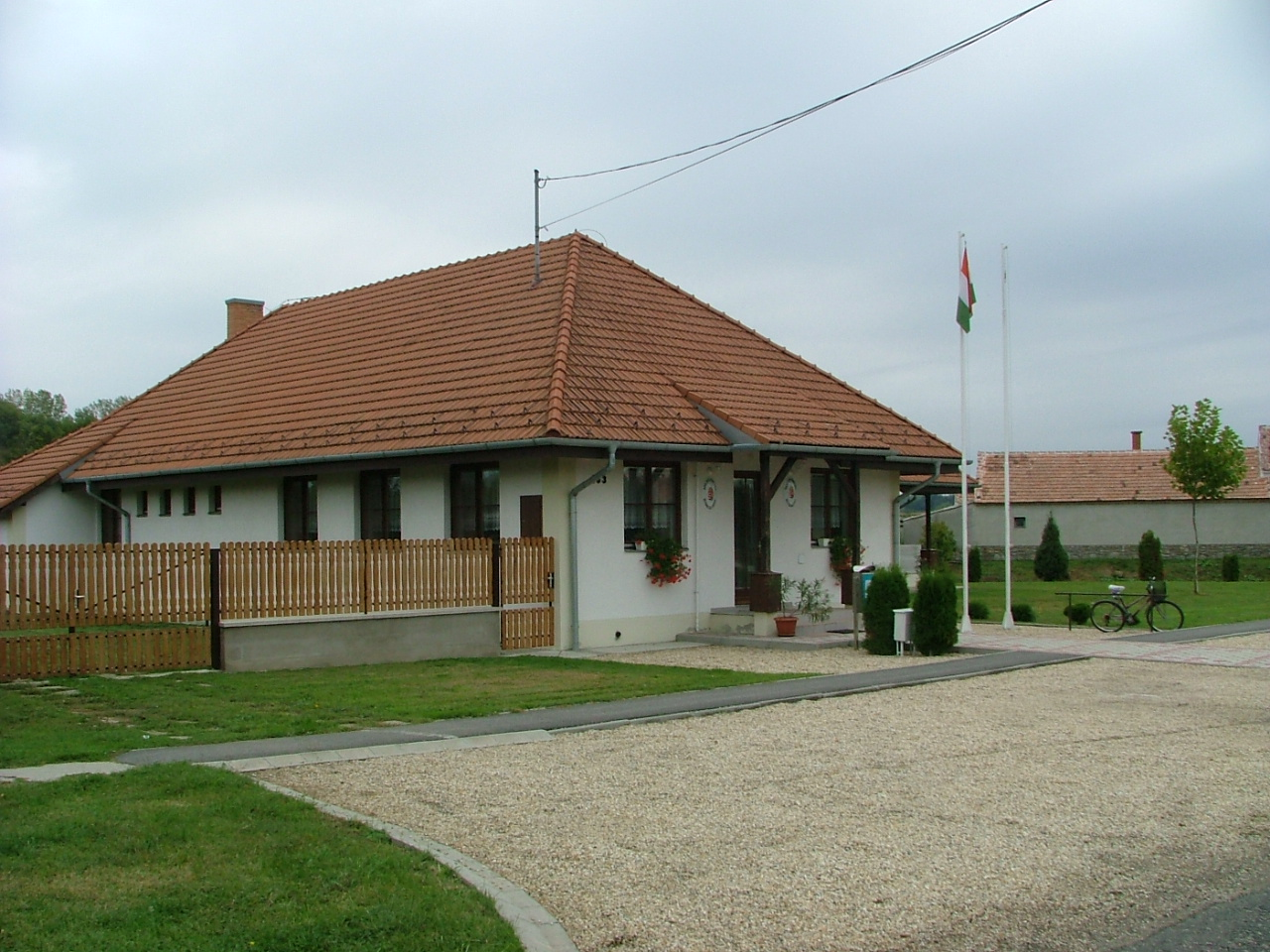
Gemeindeverwaltung
Röm.-kath. Kirche Kisboldogasszony
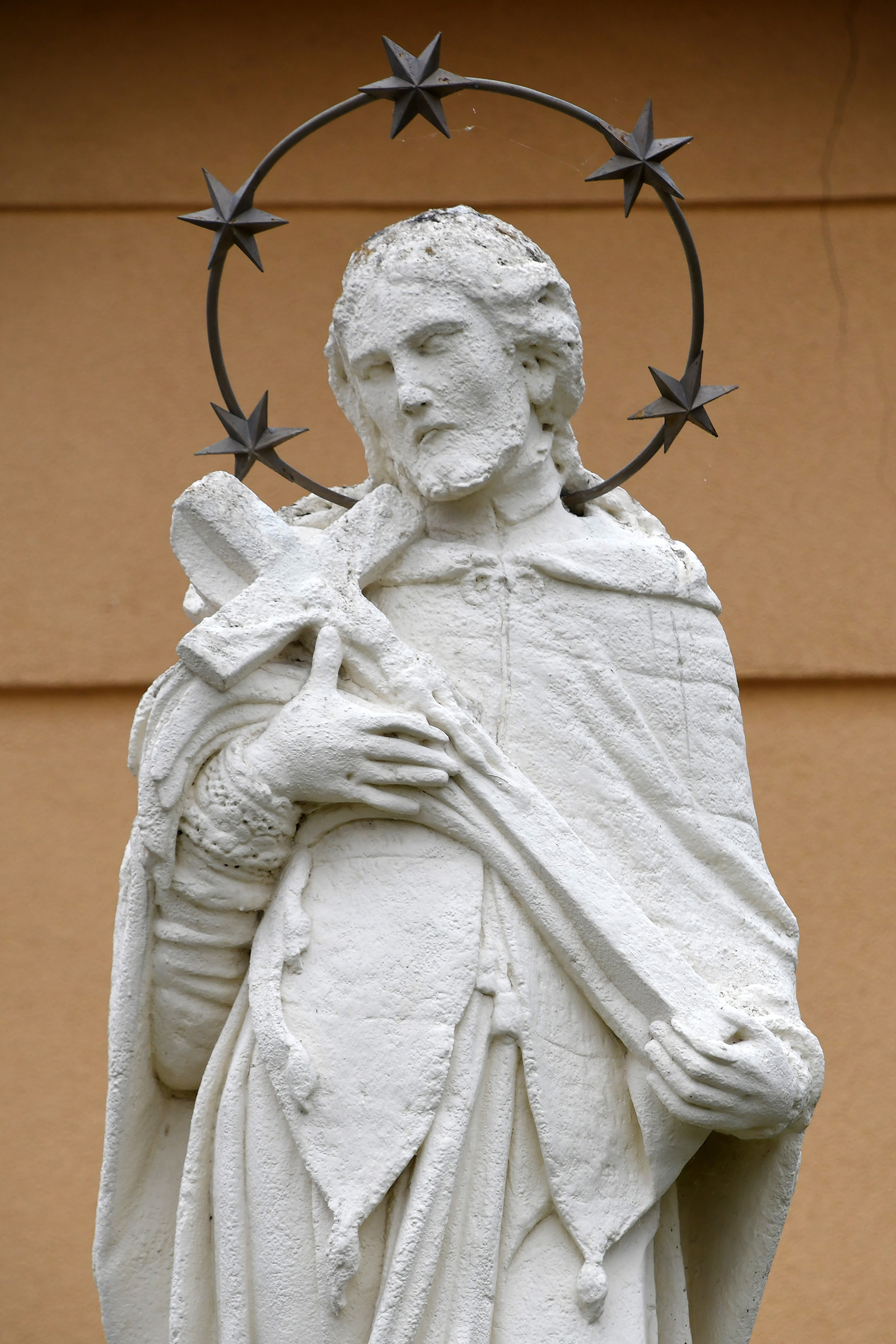
Nepomuki-Szent-János-Statue
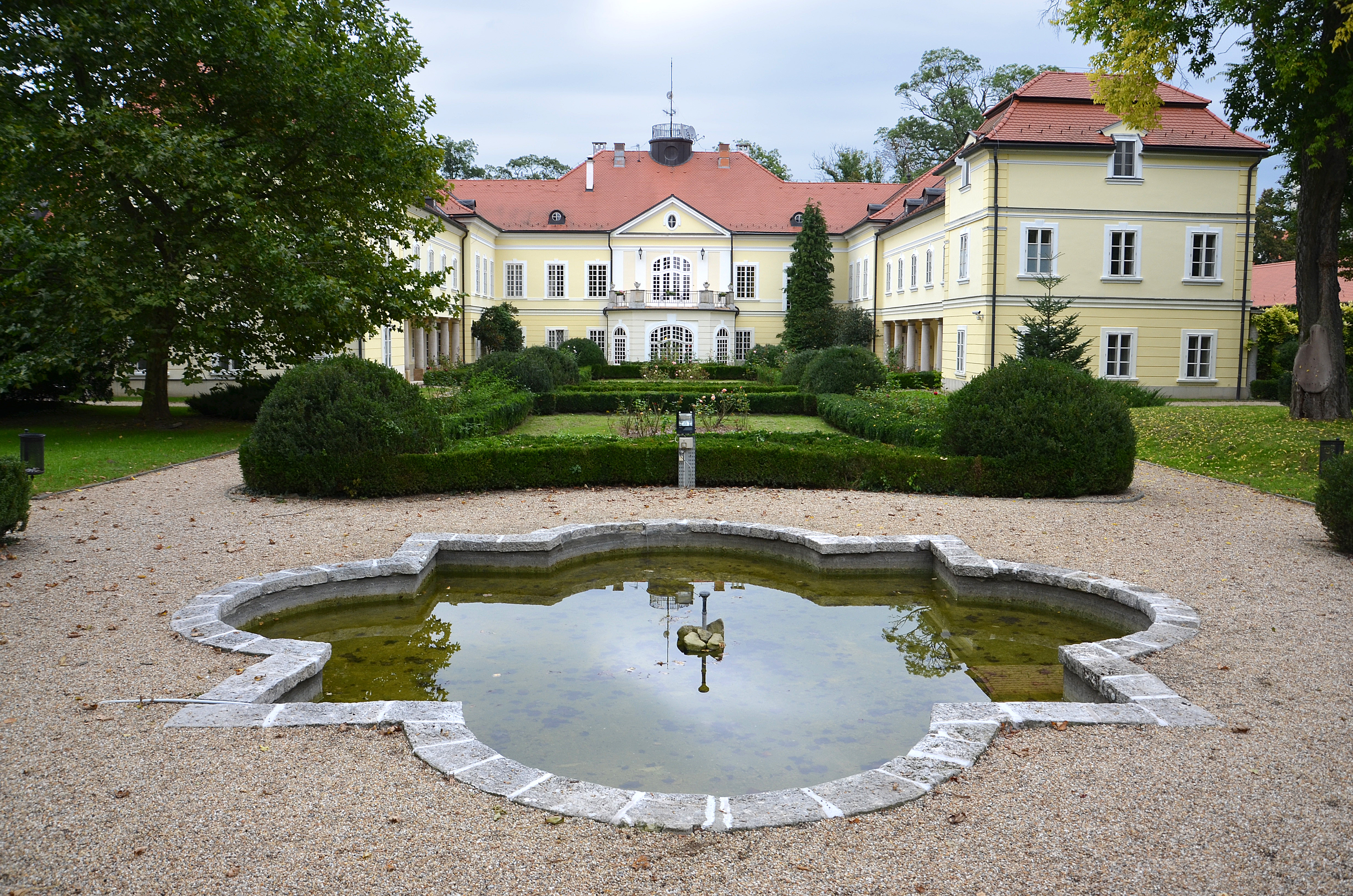
Schloss Verseghi

## Verkehr
Durch Röjtökmuzsaj kreuzen sich die Landstraßen Nr. 8612 und Nr. 8627, nördlich der Gemeinde verläuft die Autobahn M85. Es bestehen Busverbindungen über Csapod und Iván nach Csér sowie über Ebergőc, Pinnye und Kópháza nach Sopron. Der nächstgelegene Bahnhof befindet sich acht Kilometer nordöstlich in Fertőszentmiklós.